# Cap Sata
Le cap Sata (佐多岬, Sata-misaki) est un cap de la péninsule d'Ōsumi dans l'île de Kyūshū au Japon. Très proche du 31e parallèle nord, c'est le point le plus méridional du Japon.

## Histoire
Jusqu'en octobre 2012, le cap Sata était la propriété d'une entreprise privée. Depuis le 30 octobre 2012, il est géré par le bourg de Minamiōsumi (préfecture de Kagoshima).

## Le phare
Le phare du cap Sata a été construit en 1871, selon les plans d'un ingénieur écossais, Richard Henry Brunton, pour assister les navires venant du continent asiatique, en particulier de Chine. Il fut détruit par un bombardement aérien en 1945 et reconstruit en 1950.
Il offre une vue sur l'océan Pacifique, la mer de Chine orientale, la baie de Kagoshima, et, lorsque le ciel est bien dégagé, les îles de Tanega, Mage, Yakushi, la péninsule de Satsuma et le mont Kaimon.

## Galerie de photos

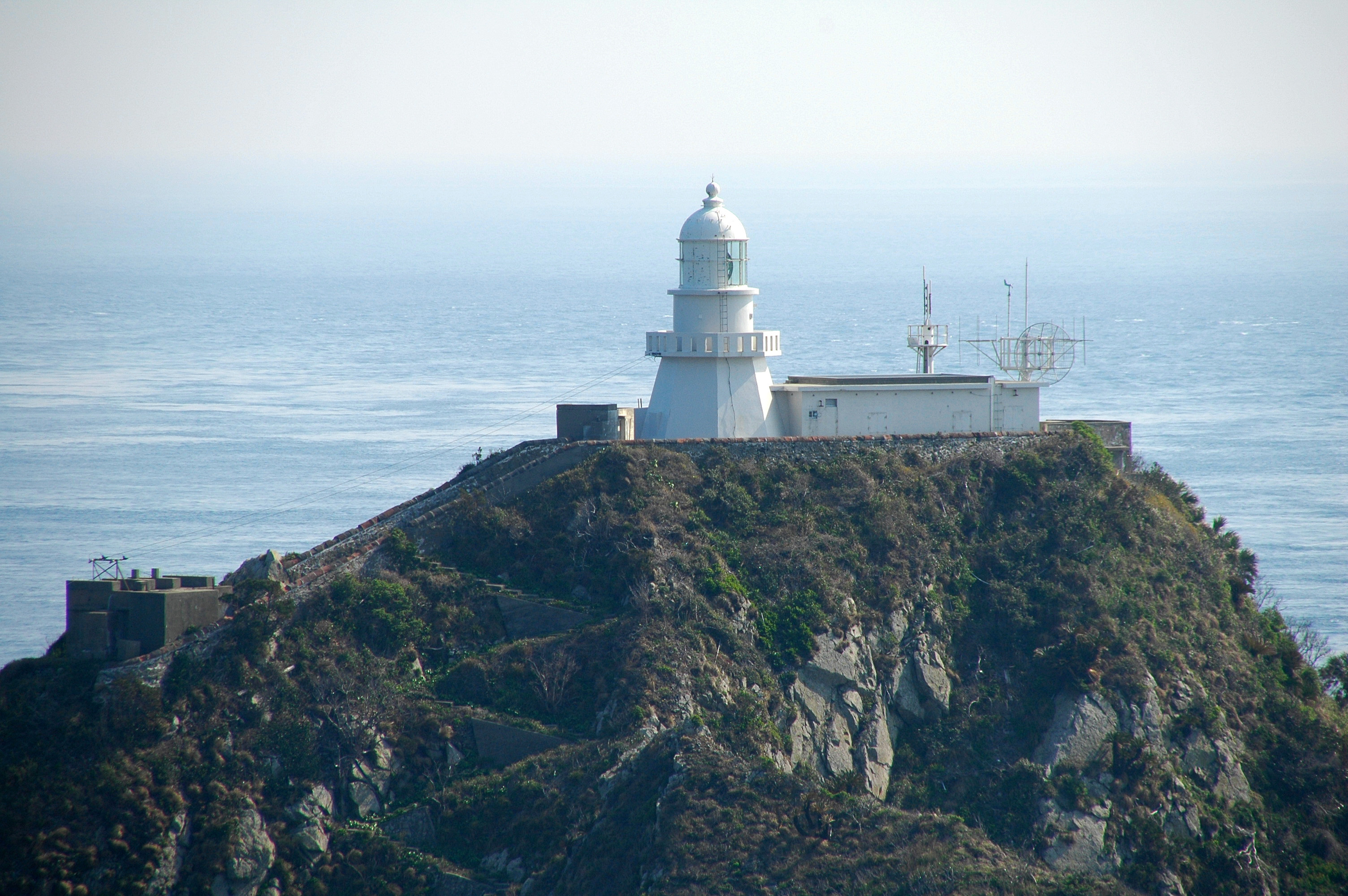
Le phare du cap Sata.
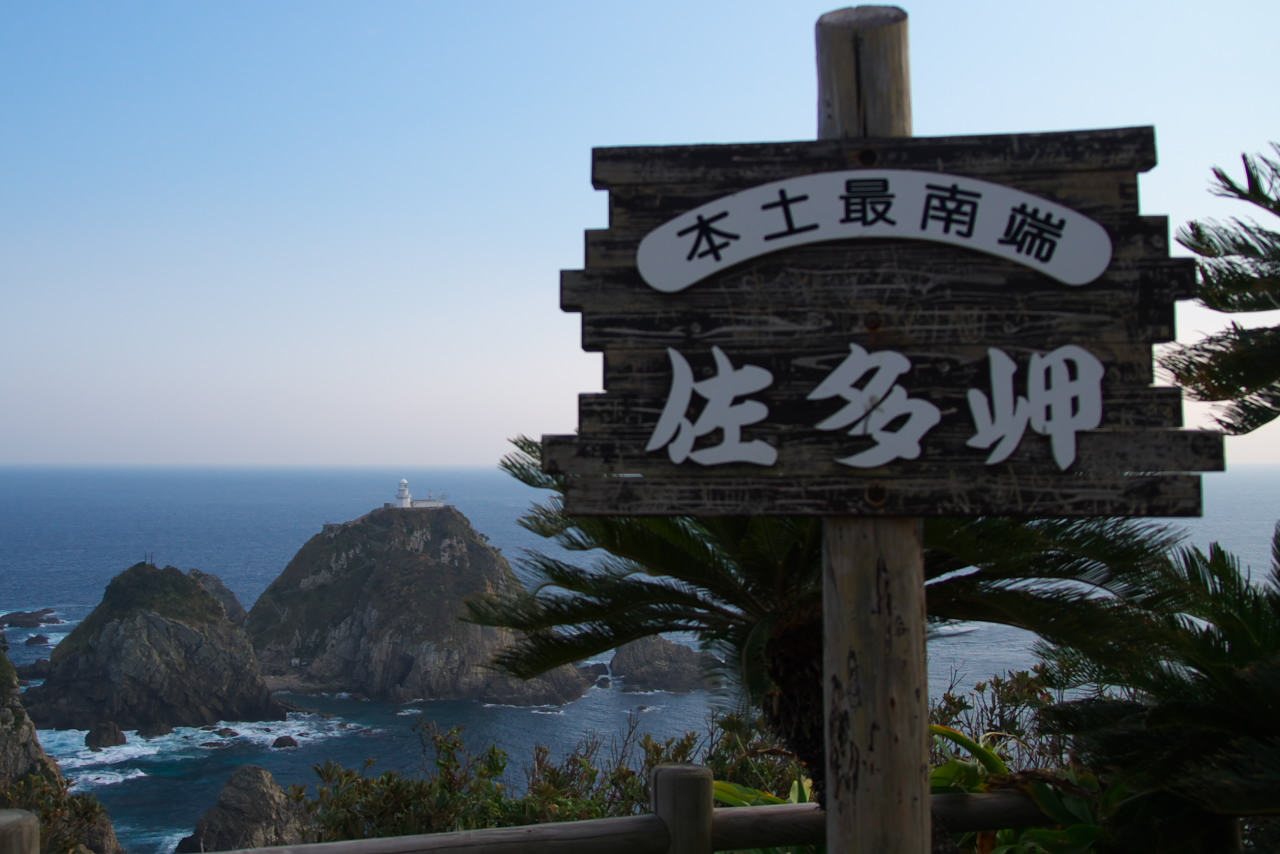
Pancarte marquant le point le plus méridional du Japon.
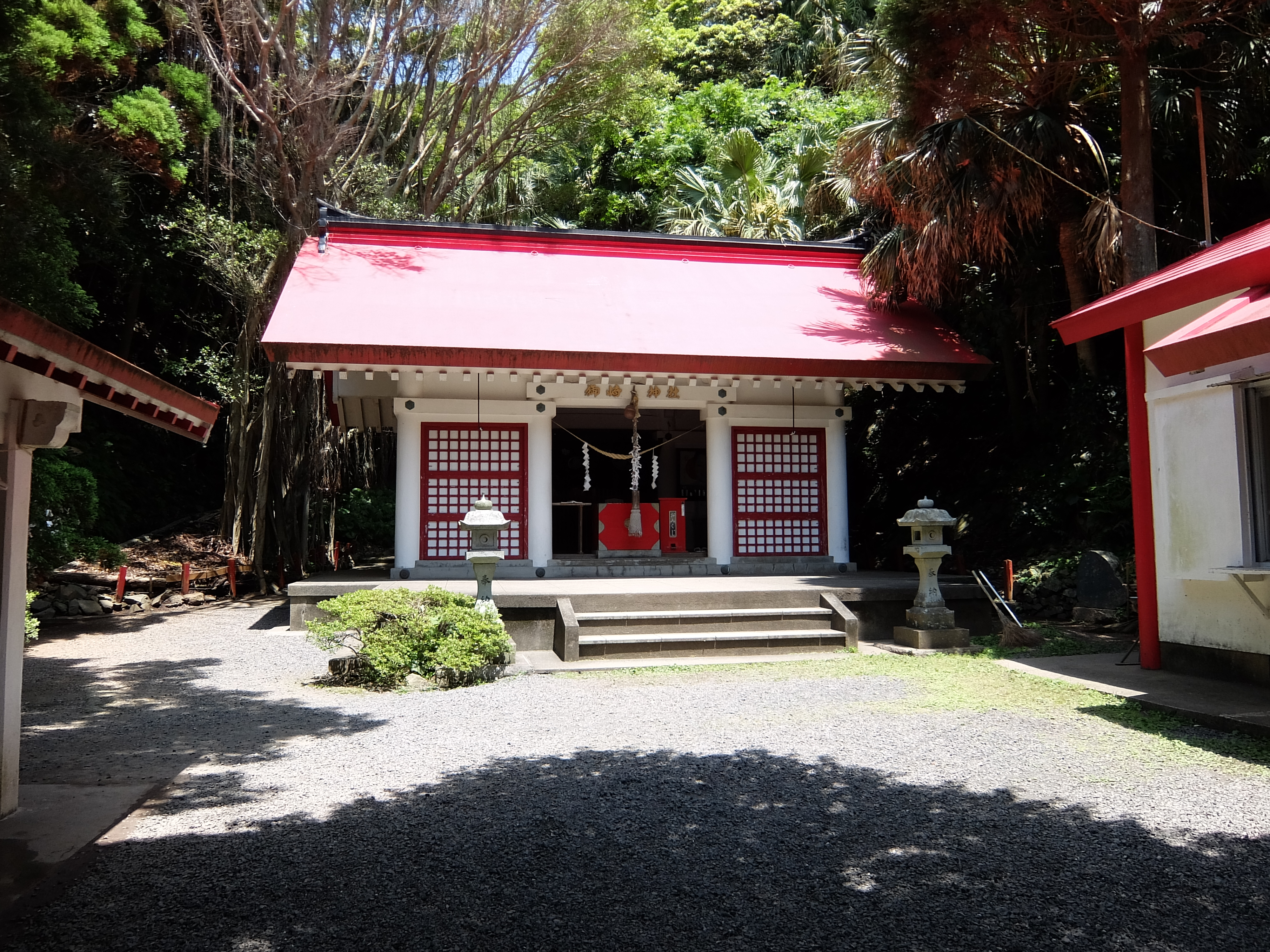
Le sanctuaire shintō Misaki.